# Костарево (Бірський район)
Ко́старево (рос. Костарево, башк. Костарев) — село у складі Бірського району Башкортостану, Росія. Входить до складу Силантьєвської сільської ради.
Населення — 210 осіб (2010; 194 у 2002).
Національний склад:
- росіяни — 64 %

В селі народився Герой соціалістичної праці Шерстобітов Євгеній Павлович (1938).